# Bavayia koniambo
Bavayia koniambo — вид геконоподібних ящірок родини диплодактилідів (Diplodactylidae). Ендемік Нової Каледонії. Описаний у 2022 році.

## Поширення і екологія
Bavayia koniambo є ендеміками гірського масиву Коніамбо у центральній частині Нової Каледонії. Вони живуть у вологих тропічних лісах, на висоті понад 550 м над рівнем моря.